# Ben Chilwell
Benjamin James Chilwell, né le 21 décembre 1996 à Milton Keynes en Angleterre, est un footballeur international anglais qui évolue au poste d'arrière gauche au Chelsea FC.

## Biographie

### Leicester City
Ben Chilwell est un produit du centre de formation de Leicester City qu'il rejoint en 2009. Lors de la saison 2014-2015, il remporte le prix de Leicester's Academy Player of the Year.
Le 25 août 2015, il fait sa première apparition dans le groupe professionnel de Leicester en étant nommé sur le banc lors d'un déplacement à Bury pour le second tour de la Coupe de la Ligue (victoire 4-1 de Leicester). Le 27 octobre 2015, il fait ses débuts en équipe première lors du quatrième tour de Coupe de la Ligue contre Hull City. Il joue toute la rencontre mais les Foxes s'inclinent aux tirs au but. Le 19 novembre suivant, il est prêté à Huddersfield Town, pensionnaire de Championship, jusqu'au 3 janvier 2016. Il fait ses débuts le 28 novembre contre Middlesbrough (défaite 2-0). Il dispute au total huit rencontres, avant de repartir à Leicester à l'expiration de son prêt.
Le 28 juillet 2016, il prolonge son contrat avec son club formateur, récent vainqueur de la Premier League à la surprise générale, jusqu'en 2021. Le 7 décembre, il fait ses débuts en Ligue des champions sur la pelouse du FC Porto (défaite 5-0). Le 26 décembre 2016, il fait ses débuts en Premier League face à Everton au King Power Stadium (défaite 2-0). Le 18 mai 2017, il inscrit son premier but en championnat, dans la défaite 6-1 de son équipe à domicile face à Tottenham. Il dispute un total de dix-neuf rencontres toutes compétitions confondues sur la saison, pour un but.
Il s'installe durant la saison 2017-2018 comme le titulaire au poste d'arrière gauche chez les Foxes. Le 28 octobre 2018, il prolonge son contrat avec Leicester jusqu'en 2024. Il dispute cette saison-là trente-six des trente-huit rencontres de Premier League.

### Chelsea FC
Le 26 août 2020, Ben Chilwell s'engage pour cinq saisons avec le Chelsea FC. Il joue son premier match sous ses nouvelles couleurs le 23 septembre 2020, lors d'une rencontre de coupe de la Ligue anglaise face au Barnsley FC. Il délivre ce jour-là une passe décisive pour Olivier Giroud et son équipe s'impose largement par six buts à zéro. Le 3 octobre suivant, Chilwell inscrit son premier but pour les Blues lors d'une rencontre de championnat face à Crystal Palace, contribuant à la victoire de son équipe (4-0).
Le 15 mai 2021, Chilwell marque à la 88e minute contre son club formateur, Leicester City, lors de la finale de la Coupe d'Angleterre de football 2020-2021, relançant le match, mais l'arbitre Michael Oliver demande la VAR : Chilwell est hors-jeu et Oliver refuse le but. Chelsea finit par perdre la finale. Deux semaines plus tard, il participe à la victoire en Finale de la Ligue des champions de l'UEFA 2020-2021 remportée un but à zéro face à Manchester City.
En novembre 2021, Chilwell se blesse gravement au genou. Il est touché au ligament antérieur, ce qui nécessite une opération et une absence pour de longs mois.
Chilwell est titulaire et capitaine le 25 février 2024, lors de la finale de la Coupe de la Ligue anglaise 2023-2024 face au Liverpool FC. Son équipe est battue ce jour-là par un but à zéro sur une réalisation de Virgil van Dijk après prolongations.

### En sélection
Ben Chilwell commence sa carrière internationale avec l'équipe d'Angleterre des moins de 18 ans. Il joue un total de trois matchs avec cette sélection, tous disputés en 2014.
Avec l'équipe d'Angleterre des moins de 20 ans, Chilwell joue trois matchs, tous en 2015. Il marque également un but, dès sa première apparition le 15 septembre contre la Tchéquie, participant ainsi à la victoire des siens ce jour-là (5-0 score final).
Ben Chilwell est appelé pour la première fois en sélection A en septembre 2018, après la blessure de Luke Shaw. Le 11 septembre, Chilwell honore sa première sélection avec l'équipe d'Angleterre en remplaçant Danny Rose en fin de match contre la Suisse (victoire 1-0). Il devient ainsi le premier joueur anglais depuis Paul Scholes en 1997, à faire ses débuts en sélection au stade de son club, en l'occurence le King Power Stadium.
Le 25 mai 2021, Ben Chilwell figure dans la pré-liste des trente-trois joueurs anglais appelés à participer à l'Euro 2020. Il est retenu dans la liste finale pour participer à l'Euro. L'Angleterre est finaliste de cette compétition.

## Statistiques
| Saison                | Club                     | Championnat           | Championnat | Championnat | Coupe nationale | Coupe nationale | Coupe de la Ligue | Coupe de la Ligue | Compétition(s) continentale(s) | Compétition(s) continentale(s) | Compétition(s) continentale(s) | Angleterre | Angleterre | Total | Total |
| Saison                | Club                     | Division              | M.          | B.          | M.              | B.              | M.                | B.                | Comp.                          | M.                             | B.                             | M.         | B.         | M.    | B.    |
| 2015-2016             | Leicester City           | Premier League        | -           | -           | 2               | 0               | 1                 | 0                 | -                              | -                              | -                              | -          | -          | 3     | 0     |
| 2016-2017             | Leicester City           | Premier League        | 12          | 1           | 4               | 0               | 1                 | 0                 | C1                             | 2                              | 0                              | -          | -          | 19    | 1     |
| 2017-2018             | Leicester City           | Premier League        | 24          | 0           | 4               | 0               | 4                 | 0                 | -                              | -                              | -                              | -          | -          | 32    | 0     |
| 2018-2019             | Leicester City           | Premier League        | 36          | 0           | -               | -               | -                 | -                 | -                              | -                              | -                              | 7          | 0          | 43    | 0     |
| 2019-2020             | Leicester City           | Premier League        | 27          | 3           | 3               | 0               | 3                 | 0                 | -                              | -                              | -                              | 4          | 0          | 37    | 3     |
| Sous-total            | Sous-total               | Sous-total            | 99          | 4           | 13              | 0               | 9                 | 0                 | -                              | 2                              | 0                              | 11         | 0          | 134   | 4     |
| 2015-2016             | Huddersfield Town (prêt) | Championship          | 8           | 0           | -               | -               | -                 | -                 | -                              | -                              | -                              | -          | -          | 8     | 0     |
| 2020-2021             | Chelsea FC               | Premier League        | 27          | 3           | 3               | 0               | 2                 | 0                 | C1                             | 10                             | 1                              | 3          | 0          | 45    | 4     |
| 2021-2022             | Chelsea FC               | Premier League        | 7           | 3           | -               | -               | 2                 | 0                 | C1                             | 4                              | 0                              | 3          | 1          | 16    | 4     |
| 2022-2023             | Chelsea FC               | Premier League        | 23          | 2           | -               | -               | -                 | -                 | C1                             | 7                              | 0                              | 1          | 0          | 31    | 2     |
| 2023-2024             | Chelsea FC               | Premier League        | 13          | 0           | 5               | 0               | 3                 | 0                 | -                              | -                              | -                              | 3          | 0          | 24    | 0     |
| 2024-2025             | Chelsea FC               | Premier League        | -           | -           | -               | -               | 1                 | 0                 | -                              | -                              | -                              | -          | -          | 1     | 0     |
| Sous-total            | Sous-total               | Sous-total            | 70          | 8           | 8               | 0               | 8                 | 0                 | -                              | 21                             | 1                              | 10         | 1          | 117   | 10    |
| 2024-2025             | Crystal Palace (prêt)    | Premier League        | 7           | 0           | 3               | 0               | -                 | -                 | -                              | -                              | -                              | -          | -          | 10    | 0     |
| Total sur la carrière | Total sur la carrière    | Total sur la carrière | 184         | 12          | 24              | 0               | 17                | 0                 | -                              | 23                             | 1                              | 21         | 1          | 269   | 14    |

## Palmarès

### En club
- Chelsea FC
  - Vainqueur de la Ligue des champions en 2021.
  - Finaliste de la Coupe d'Angleterre en 2021.
  - Finaliste de la League Cup en 2024.
- Crystal Palace
- Vainqueur de la Coupe d'Angleterre en 2025.

### En sélection
- Angleterre espoirs
  - Vainqueur du Tournoi de Toulon en 2016.

- Angleterre
  - Finaliste du Championnat d'Europe en 2020.

### Distinction individuelle
- Membre de l'équipe-type de la Ligue des champions en 2021.